# Phylloscartes
Phylloscartes és un gènere d'ocells de la família dels tirànids (Tyrannidae). Agrupa nombroses espècies natives de l'Amèrica tropical (Neotròpic), les àrees de distribució de les quals es troben des de Costa Rica a través d'Amèrica Central i del Sud fins a l'oest de Bolívia i nord-est de l'Argentina.

## Descripció
Aquest gènere és un grup de petits tirànids esvelts, mesurant entre 10,5 i 13 cm de longitud, de cua llarga i estreta (especialment en algunes espècies). Habiten al dosser i a les vores de boscos montans, pocs a les vores de boscos de menor altitud. Moltes de les espècies es troben a àrees extremadament restringides i n'hi ha que estan molt amenaçades. El plomatge és predominantment verd, groc, blanc i gris, i molts tenen configuracions contrastants de la cara i les franges de les ales. Tenen el bec fi, punxegut i relativament llarg, generalment tot negre. La majoria sovint aixeca la cua i manté les ales decaigudes mentre reposa relativament horitzontal i són molt actius; les ales són també aixecades cap al dors amb freqüència. Tots s'alimenten principalment de petits artròpodes i la majoria se les pot trobar en estols mixtos.

## Taxonomia
Les espècies Pogonotriccus poecilotis, P. chapmani, P. ophthalmicus, P. venezuelanus, P. lanyoni, P. orbitalis i P. eximius, que feien part del present gènere segons alguns autors i que exhibeixen característiques morfològiques i comportamentals diferenciades, ja eren situades en el gènere Pogonotriccus pel Congrés Ornitològic Internacional (IOC), així com per diversos altres autors. Tanmateix, les evidències per a la separació del gènere eren considerades febles: el 2009 l'estudi de genètica molecular de Tello et al. (2009), que va incloure una espècie de Pogonotriccus i tres de Phylloscartes, va trobar que les diferències genètiques eren petites. Finalment, els amplis estudis genètics de Harvey et al. (2020) no només van confirmar que Phylloscartes i Pogonotriccus constitueixen dos clades diferents, sinó que van demostrar que les espècies P. difficilis i P. paulista, tradicionalment incloses en el present gènere, es troben embotides a Pogonotriccus. Sobre aquestes evidències, el Comitè de Classificació de Sud-americà (SACC), a la Proposta No 959 va reconèixer la inclusió de totes aquestes espècies a Pogonotriccus.
Tanmateix, el Manual del Ocells del Món (HBW) i Birdlife International (BLI) segueixen reconeixent Phylloscartes difficilis i Phylloscartes paulista pel que pujaria a 16 el nombre d'espècies d'aquest gènere.
Els amplis estudis geneticomoleculars realitzats per Tello et al. (2009) van descobrir una quantitat de relacions noves dins de la família Tyrannidae que encara no estan reflectits en la majoria de les classificacions. Seguint aquests estudis, Ohlson et al. (2013) van proposar dividir Tyrannidae en cinc famílies, entre les quals Phylloscartes i Pogonotriccus, aquests en una subfamília Pipromorphinae (Wolters, 1977), juntament amb Mionectes, Leptopogon, Pseudotriccus i Corythopis. El Comitè Brasiler de Registres Ornitològics (CBRO) adoptà aquesta família, mentre el SACC espera propostes per analitzar els canvis.El nom genèric Phylloscartes es compon de les paraules del grec antic «phullon» que significa “full”, i «skairō» que significa “saltar”, “ballar”.
Segons la Classificació del Congrés Ornitològic Internacional (versió 14.2, 2024) aquest gènere està format per 14 espècies:
- Phylloscartes flavovirens - tiranet orellut verd-i-groc.
- Phylloscartes ventralis - tiranet orellut olivaci.
- Phylloscartes virescens - tiranet orellut verdós.
- Phylloscartes beckeri - tiranet orellut de Bahia.
- Phylloscartes kronei - tiranet orellut de Krone.
- Phylloscartes gualaquizae - tiranet orellut de l'Equador.
- Phylloscartes nigrifrons - tiranet orellut frontnegre.
- Phylloscartes ceciliae - tiranet orellut d'Alagoas.
- Phylloscartes superciliaris - tiranet orellut cella-rogenc.
- Phylloscartes flaviventris - tiranet orellut emmascarat.
- Phylloscartes parkeri - tiranet orellut de Parker.
- Phylloscartes roquettei - tiranet orellut de Minas Gerais.
- Phylloscartes oustaleti - tiranet orellut d'Oustalet.
- Phylloscartes sylviolus - tiranet orellut ullroig.